# Bedon (musique)
Un bedon est un membranophone habituellement construit avec 2 membranes.
Il semble apparaître au cours du XIVe siècle. En France, on en trouve des exemples dans la poésie de Jean Froissart : Princes, dont fui grans bedons Sonnes, et en juoit Symons, et Guios de la canemelle.
Des exemples d'instruments peuvent être trouvés dans des images telles que des sculptures sur bois des stalles de chœur médiévales.